# Asteroschema lissum
Asteroschema lissum är en ormstjärneart som beskrevs av Hubert Lyman Clark 1939. Asteroschema lissum ingår i släktet Asteroschema och familjen Asteroschematidae. Inga underarter finns listade i Catalogue of Life.